# Lijst van wachtposten aan de spoorlijn Budel - Vlodrop
Dit is een onvolledige chronologische lijst van wachtposten aan de Spoorlijn Budel - Vlodrop, beter bekend als onderdeel van de IJzeren Rijn. Een wachtpost was een huisje waarin de baanwachter woonde. Hij of zij opende en sloot de overwegbomen wanneer er een trein passeerde. Alle huisjes werden rond 1879 naar een standaardontwerp door de Société Anonyme des chemins de fer du Nord de la Belgique gebouwd. Rond 1950 werden veel huisjes gesloopt omdat ze hun oude functie verloren.
Wanneer er achter de straatnaam een asterisk staat, wil dat zeggen dat de overgang niet meer bestaat. Bij een aantal huisjes staat de straatnaam aangegeven, die in de buurt van de oude overweg ligt.
Hoewel de spoorlijn officieel Budel - Vlodrop heet, begint de telling van de wachtposten aan de Duitse grens bij Roermond. Dit had er mee te maken dat de spoorlijn onderdeel was van de spoorverbinding Antwerpen-Gladbach (het huidige Mönchengladbach) en hier voor alleen een nieuwe spoorlijn tussen Herentals (Belgie), Vlodrop (Nederland), Dalheim (Duitsland) en Rheydt (Duitsland) moest worden aangelegd. Het gedeelte Herentals - Vlodrop werd door een Belgische maatschappij aangelegd en geëxploiteerd. Om geen verwarring te krijgen met de nummering van de overwegposten in de regio Herenthals zijn ze begonnen aan de grens bij Vlodrop met tellen. Wachtpost 1 kwam dan ook te liggen tussen station Dalheim (Duitsland) en station Vlodrop (Nederland) 
| Wachtpost | Straat                     | Plaats       | Bouwjaar | Sloopjaar | Extra informatie               | Afbeelding |
| --------- | -------------------------- | ------------ | -------- | --------- | ------------------------------ | ---------- |
| 1         | Stationsweg                | Vlodrop      | 1879     |           |                                |            |
| 2         | Steinheuvelweg             | Vlodrop      | 1879     | Onbekend  |                                |            |
| 4         |                            | Herkenbosch  | 1880     | Onbekend  |                                |            |
| 5         | Melicker Venweg            | Herkenbosch  | 1879     | Onbekend  |                                |            |
| 6         | Stationsweg                | Herkenbosch  | 1879     | Onbekend  | Bij Station Melick-Herkenbosch |            |
| 7         | Stationsweg                | Herkenbosch  | 1879     | Onbekend  |                                |            |
| 8         | Energieweg*                | Roermond     | 1879     | Onbekend  |                                |            |
| 9         | Kloosterbaan*              | Roermond     | 1879     | Onbekend  |                                |            |
| 10        | Heystertbaan               | Roermond     | 1879     | Onbekend  |                                |            |
| 16        | Berikstraat                | Buggenum     | 1879     | Onbekend  |                                |            |
| 17        | Roermondseweg              | Haelen       | 1879     | Onbekend  |                                |            |
| 18        | Geylenbroekweg*            | Haelen       | 1879     | Onbekend  |                                |            |
| 20        | Belebosweg*                | Haelen       | 1879     | Onbekend  |                                |            |
| 21        | Houterhof*                 | Horn         | 1879     | Onbekend  |                                |            |
| 22        | Heythuyserweg (N279)       | Horn         | 1879     | Onbekend  |                                |            |
| 23        | Duykstraat                 | Baexem       | 1879     | Onbekend  |                                |            |
| 24        | Stationsstraat             | Baexem       | 1879     | Onbekend  | Bij Station Baexem-Heythuysen  |            |
| 25        | Schoorstraat               | Baexem       | 1879     | Onbekend  |                                |            |
| 26        | Stapperstraat              | Baexem       | 1879     | Onbekend  |                                |            |
| 27        | Weyerweg                   | Baexem       | 1879     | Onbekend  |                                |            |
| 28        | Oudenhofweg                | Baexem       | 1879     | Onbekend  |                                |            |
| 29        | Kelperweg                  | Leveroy      | 1879     | Onbekend  | Bij Station Kelpen             |            |
| 30        | Mildert*                   | Nederweert   | 1879     | Onbekend  |                                |            |
| 31        | Mildert                    | Nederweert   | 1879     | Onbekend  |                                |            |
| 32        | Schoordijk                 | Weert        | 1879     | Onbekend  |                                |            |
| 33        | Leveroysedijk*             | Weert        | 1879     | Onbekend  |                                |            |
| 34        | Roermondseweg              | Weert        | 1879     | Onbekend  |                                |            |
| 35        | Koekoeksweg-Moesdijk*      | Weert        | 1879     | Onbekend  |                                |            |
| 36        | Breijbaan-Moesdijk         | Weert        | 1879     | Onbekend  |                                |            |
| 37        | Maaseikerweg               | Weert        | 1879     | Onbekend  |                                |            |
| 39        | Louis Regoutstraat*        | Weert        | 1879     | Onbekend  |                                |            |
| 40        | Brugwacht Suffolkweg Zuid* | Weert        | 1879     | Onbekend  | Brugwachterswoning             |            |
| 41        | De Voorste Singel          | Weert        | 1879     | Onbekend  |                                |            |
| 42        | Peelterbaan*               | Weert        | 1879     | Onbekend  |                                |            |
| 43        | Trancheeweg                | Weert        | 1879     | Onbekend  |                                |            |
| 44        | Reintjensweg               | Weert        | 1879     | Onbekend  |                                |            |
| 45        | Fabriekstraat              | Budel-Schoot | 1879     | Onbekend  |                                |            |
| 46        | Fabriekstraat              | Budel-Schoot | 1879     | Onbekend  |                                |            |
| 47        | Heuvel                     | Budel-Schoot | 1879     | Onbekend  |                                |            |
| 48        | Parallelweg                | Budel-Schoot | 1879     | Onbekend  |                                |            |
| 49        | Grootschoterweg            | Budel-Schoot | 1879     | Onbekend  | Bij Station Budel              |            |